# 裵重赫
裵 重赫（ペ・ジュンヒョク、朝鮮語: 배중혁、1920年または1922年2月10日 - 没年不詳）は、大韓民国の政治家。制憲韓国国会議員。

## 経歴
日本統治時代の慶尚北道奉化郡出身。物野公立普通学校（現・物野初等学校）、卒業後渡日し泰東中学校（現在は廃校）卒。木材会社勤務を経て、光復後は乃城青年会研究部長、自衛団指導委員、奉化建準企画委員、治安隊中隊長、建国青年会奉化郡連盟副委員長、独促国民会奉化郡支部組織部長、奉化中学期成会常務理事、大同青年団慶尚北道団部経理局長を務めた。
国会フラクション事件で服役したが、朝鮮戦争の際に越北し（または北朝鮮に拉致され）た。在北平和統一協議会常務委員を務めたが、1958年に粛清された。